# Йювяскюля (футбольный клуб)
«Йю́вяскюля» (фин. Jyväskylän Jalkapalloklubi) — финский футбольный клуб из города Йювяскюля, выступающий в Юккёнен. Домашние матчи клуб проводит на стадионе «Харьюн», вмещающем 4 000 зрителей.

## История
Основан в 1923 году. В сезоне 2008 года занял первое место в Юккёнен и вышел в Вейккауслигу, где в сезоне 2009 занял 13-е место и вынужден был оспаривать своё место в лиге в матчах плей-офф. По итогам двухматчегово противостояния с клубом КПВ команда смогла сохранить прописку в высшем дивизионе, выиграв оба матча с общим счётом 5:3.
В сезоне 2011 года клуб достиг наивысшего результата в своей истории, став третьим в Вейккауслиге, что дало ему право на будущий год выступить в розыгрыше Лиги Европы. В первом раунде соперником «Йювяскюля» стал норвежский «Стабек» и финская по сумме двух матчей оказалась сильней (2:0; 2:3). На следующем этапе «Йювяскюля» противостояла черногорская «Зета», которая и прошла дальше.
В сезоне 2013 года «Йювяскюля» занял последнее 12 место и отправился в Юккёнен.

## Достижения
Вейккауслиги
- Бронзовый призёр: 2011

Кубка Лиги Финляндии по футболу
- Финалист: 2010, 2013

Юккёнен
- Победитель: 2008